# أولف يندستروم
أولف يندستروم (بالسويدية: Ulf Lindström)‏ هو فيزيائي نظري وفيزيائي سويدي، ولد في 12 نوفمبر 1947.